# Polyschema chambalense
Polyschema chambalense är en svampart som beskrevs av I.J. Joshi, R.K.S. Chauhan & S.B. Saksena 1983. Polyschema chambalense ingår i släktet Polyschema, divisionen sporsäcksvampar och riket svampar.   Inga underarter finns listade i Catalogue of Life.